# Triepeolus joliae
Triepeolus joliae är en biart som beskrevs av Molly G. Rightmyer 2008. Triepeolus joliae ingår i släktet Triepeolus och familjen långtungebin. Inga underarter finns listade i Catalogue of Life.